# Yjet Shqiptarë të Diasporës
Yjet Shqiptarë të Diasporës (también conocido como Yjet e Diasporës) es un programa de televisión albanés de tipo programa de talentos que presenta jóvenes talentos de origen albanés residentes en el extranjero. El programa abarca diversas disciplinas artísticas como el canto, la danza, la música e interpretación. Es producido por Top Channel con el apoyo de la Fundación Dritan Hoxha y el Ministerio de Economía, Cultura e Innovación de Albania.
El programa comenzó su emisión el 2 de febrero de 2025 a través de Top Channel, transmitiéndose cada domingo a las 20:10 en horario estelar. La producción ejecutiva,autora, está a cargo de Ledja Liku, mientras que la presentación corre por cuenta del coreógrafo Ilir Shaqiri.
Es la primera vez que un proyecto televisivo albanés se realiza fuera del país con el objetivo de promover los valores de la diáspora albanesa.